# San Pedro Consolado
San Pedro Consolado es un centro poblado de San Juan Nepomuceno, Colombia, ubicado en el departamento de Bolívar. Se encuentra en la vía que conduce al Municipio El Guamo. 